# Planchonella amieuana
Planchonella amieuana är en tvåhjärtbladig växtart som först beskrevs av André Guillaumin, och fick sitt nu gällande namn av André Aubréville. Planchonella amieuana ingår i släktet Planchonella och familjen Sapotaceae. Inga underarter finns listade i Catalogue of Life.